# أولاد بن سبع (الغيات)
أولاد بن سبع هي إحدى مشيخات المملكة المغربية، تتبع جغرافيا لإقليم آسفي وإداريًا لالغيات. يقدر عدد سكانها بـ 3914 نسمة حسب الإحصاء الرسمي للسكان والسكنى لسنة 2004.